# Aéroport d'Arcata-Eureka
Pour les articles homonymes, voir ACV.
L'aéroport d'Arcata-Eureka (code IATA : ACV • code OACI : KACV • code FAA : ACV) dessert les villes d'Arcata et d'Eureka. Il se situe dans la ville de McKinleyville située dans le comté de Humboldt en Californie, aux États-Unis.

## Situation
| Burbank Santa Rosa Arcata CA Long Beach Merced Santa Monica Fresno Los Angeles Palm Springs Sacramento San Diego San Francisco San Jose Oakland Ontario Santa Ana Monterey Chico Crescent City Imperial Inyokern Mammoth Lakes Carlsbad Bakersfield Modesto Redding San Luis Obispo Santa Barbara Santa Maria Stockton Visalia |

## Compagnies et destinations
| Compagnies     | Destinations               |
| -------------- | -------------------------- |
| United Express | San Francisco, Los Angeles |

Édité  le 8 janvier 2018